# Morpho parva
Morpho parva är en fjärilsart som beskrevs av Weber 1944. Morpho parva ingår i släktet Morpho och familjen praktfjärilar. Inga underarter finns listade i Catalogue of Life.